# Canarium engleri
Canarium engleri är en tvåhjärtbladig växtart som beskrevs av Herman Johannes Lam. Canarium engleri ingår i släktet Canarium och familjen Burseraceae. Inga underarter finns listade i Catalogue of Life.